# Jobinia peruviana
Jobinia peruviana är en oleanderväxtart som beskrevs av Liede och Meve. Jobinia peruviana ingår i släktet Jobinia och familjen oleanderväxter. Inga underarter finns listade i Catalogue of Life.